# كيسي ديزموند
كيسي ديزموند (بالإنجليزية: Casey Desmond) هي ملحنة ومغنية مؤلفة ومغنية أمريكية، ولدت في 25 يونيو 1986.

## وصلات خارجية
- الموقع الرسمي
- كيسي ديزموند على موقع ميوزك برينز (الإنجليزية)
- كيسي ديزموند على موقع أول ميوزيك (الإنجليزية)
- كيسي ديزموند على موقع ديسكوغز (الإنجليزية)